# Troödoshagedis
De troödoshagedis (Phoenicolacerta troodica) is een hagedis uit de familie echte hagedissen (Lacertidae).

## Naam en indeling
De wetenschappelijke naam van de soort werd voor het eerst voorgesteld door Franz Werner in 1936. Oorspronkelijk werd de naam Lacerta laevis troodica gebruikt. Het was eerder een ondersoort van Phoenicolacerta laevis. De troödoshagedis wordt tegenwoordig als aparte soort beschouwd vanwege het geïsoleerde verspreidingsgebied.

## Uiterlijke kenmerken
De rug is meestal grijsbruin tot groenbruin met donkerbruine tot soms zwarte vlekjes, een donkere tot zwarte flankstreep met net daarboven kleine groenwitte vlekjes zichtbaar zijn. Onder de donkere streep zitten meestal enkele dunnere strepen die niet doorlopen tot de staart zoals de bovenste streep. De buik is witgeel tot wit en kleurt oranjerood tot rood in de paartijd.

## Levenswijze
Op het menu staan kleine ongewervelden zoals insecten. De vrouwtjes zetten eieren af op de bodem.

## Verspreiding en habitat
Het is een niet zo bekende hagedis vanwege het kleine areaal. De soort komt alleen voor op Cyprus. Hoewel de wetenschappelijke benaming anders laat vermoeden, leeft de troödoshagedis niet alleen in het Troödosgebergte, maar is hij wijdverspreid te vinden op het eiland, tot in de stedelijke gebieden aan de kustlijn. De hagedis kan worden aangetroffen tot op 1200 meter hoogte. De troödoshagedis leeft in open, stenige en droge omgevingen zoals muurtjes en bosranden met enige vegetatie. Ook in gecultiveerde landschappen als op tuinmuren en in wijngaarden en plantenkwekerijen gedijt deze hagedis goed en schuwt de mens niet, zolang deze maar niet in de buurt komt.

### Beschermingsstatus
Door de internationale natuurbeschermingsorganisatie IUCN is de beschermingsstatus 'veilig' toegewezen (Least Concern of LC).